# NGC 7450
NGC 7450 (другие обозначения — PGC 70252, MCG -2-58-19, MK 1126) — галактика в созвездии Водолей.
Этот объект входит в число перечисленных в оригинальной редакции «Нового общего каталога».